# Кишечный диализ
Кишечный диализ — процедура, при которой внутренняя поверхность толстого кишечника используется в качестве мембраны естественного диализирующего аппарата, подобной мембране аппарата «искусственная почка» при гемодиализе. При кишечном диализе производятся многократные повторные (серийные) промывания кишечника с помощью сифонной клизмы, или с помощью специального аппарата для гидроколонотерапии. При этом осмотическое давление со стороны плазмы крови приводит к переходу различных хорошо диализирующихся ядов, токсинов и продуктов обмена веществ через мембрану толстого кишечника в диализный раствор, используемый для промывания кишечника или клизмы.
При кишечном диализе для клизм и промываний используется не простая вода, а диализный раствор, содержащий в нужном соотношении глюкозу, катионы натрия, калия, кальция и магния, анионы хлора, фосфата и гидрокарбоната. Делается это для того, чтобы в процессе многократных клизм или промываний кишечника не терялись необходимые организму ионы и глюкоза и не развивался их дефицит, а также с целью коррекции ионного состава крови.
Кишечный диализ в значительной степени замещает функцию почек и частично замещает детоксикационную функцию печени и приводит к снижению в крови уровня аммиака, мочевины, креатинина и других токсичных продуктов обмена веществ, повышенных при почечной или печеночной недостаточности, уремии.
Кишечный диализ (или просто многократные повторные очистительные клизмы) также эффективен при некоторых отравлениях, интоксикациях, а именно при отравлениях теми ядами и токсинами, которые слабо связываются с белками плазмы крови, хорошо диализируются и эффективно удаляются почками в норме, как например этанол. Либо при отравлениях теми ядами и токсинами, которые секретируются в просвет толстой кишки и выделяются в значительном количестве с калом через кишечник.
Эффективность кишечного диализа, однако, меньше, чем эффективность перитонеального диализа и значительно меньше эффективности гемодиализа. Поэтому кишечный диализ применяется в основном тогда, когда по каким-либо причинам затруднено или невозможно применение перитонеального диализа или гемодиализа либо к ним имеются противопоказания, либо когда состояние больного с отравлением или с печеночной энцефалопатией не настолько тяжелое, чтобы оправдать применение такой дорогостоящей и тяжело переносимой процедуры, как гемодиализ. Больным с тяжелой острой или хронической почечной недостаточностью и/или уремией гемодиализ показан в любом случае, и для этих больных кишечный и перитонеальный диализы рассматриваются лишь как временная паллиативная мера при невозможности или недоступности гемодиализа.
Вместе с тем нельзя пренебрегать возможностями кишечного диализа и игнорировать его из-за технической сложности осуществления (необходимость многократных сифонных клизм или аппаратного промывания кишечника) при комплексном лечении отравлений легко диализирующимися ядами или при печеночной энцефалопатии, развившейся при остром гепатите, алкогольном делирии и т. д. в тех случаях когда не показан или неприменим гемодиализ или перитонеальный диализ. Потому что даже такая простая мера, как повторные очистительные клизмы, в ряде случаев может спасти жизнь больного с печеночной энцефалопатией или отравлением.
По другим данным, кишечный диализ выполняется с использованием энтеросорбентов с иной стороны ЖКТ.